# پرده‌های صوتی
پرده‌های صوتی، تارآواها یا تارهای صوتی (به انگلیسی: vocal folds) شامل دو پردهٔ لعاب‌مانند هستند که به صورت افقی در حنجره کشیده شده‌اند. با ارتعاش آن‌ها در اثر عبور هوا، پدیده واک‌داری روی می‌دهد. 
این پرده‌ها هنگام دم و بازدم، باز هستند و هنگامی که انسان نفس خود را حبس می‌کند، بسته می‌شوند. ارتعاش این پرده‌ها باعث ایجاد پدیده واک‌داری آواها می‌شود.

## نام‌گذاری
عبارات «تارآوا» یا «تارهای صوتی» (به انگلیسی: Vocal cords) نیز برای اشاره به پرده‌های صوتی به کار می‌روند. ظاهراً اولین بار آنتوان فرن کالبدشناس فرانسوی در سال ۱۷۴۱ از این واژه استفاده کرده‌است. او که صدای انسان را به ویولن تشبیه کرده بود، کارکرد حرکت هوا را  همچون حرکت آرشه بر تارهای صوتی می‌پنداشت. اما در حقیقت این پرده‌ها به شکل تار نیستند و دارای مساحت هستند. یک سر این پرده‌ها به غضروف تیروئید و سر دیگر آن‌ها به غضروف آریتنوئید متصل است.